# مارك بيكر (مخرج أفلام)
مارك بيكر (بالإنجليزية: Mark Baker)‏ (و. 1959  م) هو مخرج أفلام، ورسام رسوم متحركة بريطاني، ولد في لندن.

## وصلات خارجية
- مارك بيكر على موقع IMDb (الإنجليزية)
- مارك بيكر على موقع ألو سيني (الفرنسية)
- مارك بيكر على موقع ميوزك برينز (الإنجليزية)
- مارك بيكر على موقع أول موفي (الإنجليزية)
- مارك بيكر على موقع قاعدة بيانات الفيلم (الإنجليزية)
- مارك بيكر على موقع كينوبويسك (الروسية)
- مارك بيكر على موقع كينوبويسك (الروسية)